# Humenów
Humenów (ukr. Гуменів) – wieś na Ukrainie, w  obwodzie iwanofrankiwskim, w rejonie kałuskim.
Ziemianinem w Humenowie był Kazimierz Rojowski.

## Urodzeni
- Julian Roszkowski